# مبادلة الثياب

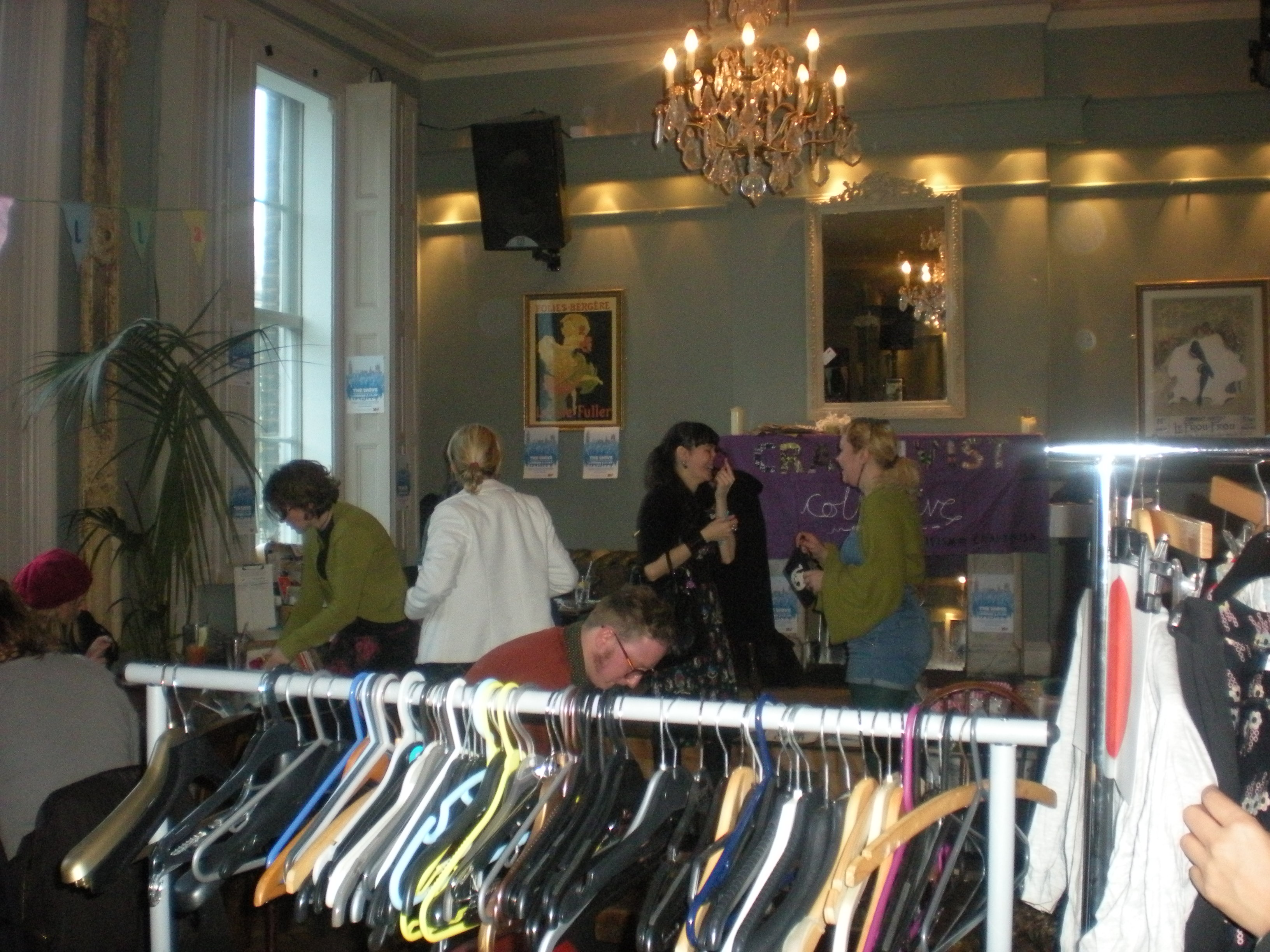
فعالية مبادلة الثياب في لندن 2009

مبادلة الثياب (Swishing) يشير هذا المصطلح إلى مبادلة قطعة أو قطع منالملابس أو الأحذية أو الإكسسوارات مع الأصدقاء أو المعارف. ويتعين أن تكون هناك رغبة من جانب الأطراف المتبادلة في تبادل قطعة ملابس أو ما إلى ذلك للمشاركة في عملية المبادلة، وبمجرد أن يقوموا بمنح هذه القطعة، يكون لديهم مطلق الحرية في اختيار ما يرغبون فيه مما يقدمه الآخرون.
ولا تتضمن المعادلة المستخدمة في هذا الإطار مسألة القيمة، حيث لا يحصل المتبادلون بالضرورة على قطعة أو عنصر يتساوى في قيمة ما يقدمونه، ويكونون أحرارًا في اختيار أي شيء يقدمه الشخص الآخر (دون الحاجة إلى دفع مال). وتجري الآن ممارسة عملية المبادلة على نطاق واسع في جميع أنحاء العالم، وقد وتطورت لتشمل عناصر أخرى مثل الكتب والأثاث.
ولا تقتصر عملية المبادلة على «أطراف المبادلة» الذين يقومون بذلك انطلاقًا من حدث خيري أو لمجرد التمتع بذلك (حيث إعادة التدوير وتوفير المال في نفس الوقت)، ولكن هناك العديد من مواقع الويب تتولى إدارة عمليات المبادلة عبر الإنترنت.

## معلومات تاريخية
بدأت عمليات المبادلة (بالإنجليزية "Swishing" وهو مصطلح يعني حسب القاموس «حف أو خشخش كالحرير»، وفي نظر فريق المبادلين أو المخشخشين، يكون الشخص قد خشخش أو بادل من صديقه) في عام 2000، عندما أرادت لوسي شيا، وهي مؤسسة شركة فوتيرا للعلاقات العامة الصديقة للبيئة، وفريق عملها التوصل إلى وسيلة للجمع بين حب التسوق في السلع القطاعي دون المساهمة في زيادة الاستهلاك.
وقد انغمس في هذا الأمر حينها عارضة الأزياء تويجي حيث قامت بمبادلة ثوبها، وكنتيجة لذلك أصبحت هذه الطريقة واحدة من أكثر الطرق شهرة فيما يتعلق بتبادل الملابس.

## وصلات خارجية
- BBC: “Twiggy's Frock Exchange”
- The Guardian: “Swap till you drop”, 5/18/2007
- Treehugger: “Swishing Or Swap 'til You Drop”, 5/5/2007